# Bedřich Pingitzer
Bedřich Pingitzer (* 4. října 1956, Český Krumlov) je podnikatel, hudební producent, hudebník, skladatel, spisovatel a představitel české alternativní undergroundové kultury. Jeho strýc emigroval v roce 1948. Rodina byla přesídlena na sever, když byli Bedřichovi tři roky, a jeho otec byl nucen pracovat jako kopáč kanálů. V mládí se Bedřich věnoval atletice, orientačnímu a naučil se hrát na kytaru. Brzy se oženil a během služby v armádě už měl dva syny. Po vojně uvažoval o emigraci, ale nakonec se rozhodl zůstat kvůli rodině. Po rozvodu se vrátil do Českého Krumlova. Během svého života na severu i jihu Čech se setkával s lidmi z undergroundové scény. Po sametové revoluci začal podnikat v roce 1995 založil Rádio Krumlov. V současné době vede v Českém Krumlově Club Museum Czech underground.

## Život
Do tří let bydlel v Českém Krumlově, poté se přestěhovali do Sokolova. V páté třídě se díky svému nadání začal věnovat atletice, a v šesté třídě navštěvoval sportovní školu. Nebylo mu dovoleno zúčastnit se mistrovství světa ve Finsku, protože se zamiloval do trenérovy dcery.
Poté nastoupil na střední zemědělskou školu v Chebu, kde si našel přátele – Jana Hrice, Jaroslava Skalického a Petra Kašpara. Spolu s nimi založil poetický klub Kolovrátek, který pořádal výchovné programy pro školy v Chebu
Vojenskou službu strávil 390 dní a během této doby se mu narodili dva synové. Jeho tehdejší žena byla umělkyně. Po vojně se vrátil do svého rodného města a nastoupil ve Chvalšinách jako zootechnik. Později začal projektovat pozemky a zároveň stavěl dům.
V roce 1988, krátce poté, co Gorbačov opustil Československo, vyšla nová vyhláška, která Bedřichovi a jeho ženě Evě umožnila začít podnikat. Otevřeli svůj první podnik – Vodáckou baštu u Fíka.
Dne 5. července 1995 oficiálně otevřel Rádio Krumlov, kde ho přišla podpořit například Meryl Streep. Od té doby se Bedřich věnuje umění. Založil Pingi Klub, pronajímal si krumlovskou Jelenku a nakonec otevřel klub Underground, kde pravidelně hosté kapely z různých koutů světa. Hudbě se věnuje už od střední školy, kde hrál s kapelou. Dnes hraje se svými syny – Pingies a s ostatními členy jeho kapely Pingís orchestra.
Kromě hudby se věnuje také grafice, typografii, návrhářství (je autorem skládacího nábytku, za který získal ocenění v Paříži), malbě a literatuře – psal pohádky pro děti.